# Gino Rea
Gino Daniel Rea (Londra, 18 settembre 1989) è un pilota motociclistico britannico.
Vincitore del campionato europeo Superstock 600 nel 2009.

## Carriera
Esordisce nel campionato europeo Superstock 600 nel 2007, alla guida di una Suzuki GSX-R 600, terminando la stagione al 12º posto con 41 punti. Nel 2008 passa a guidare una Yamaha YZF-R6 e termina la stagione al 3º posto con 132 punti. Nella stessa stagione prende parte, in qualità di pilota wild card senza punti, alla prima prova del campionato italiano Supersport a Monza, tagliando il traguardo al diciannovesimo posto. Nel 2009 guida una Honda CBR600RR del team Ten Kate Honda Racing e vince il titolo con 154 punti.
Nel 2010 esordisce nel mondiale Supersport, guidando la Honda CBR600RR del team Intermoto Czech; il suo compagno di squadra è Massimo Roccoli. Ottiene un terzo posto a Silverstone e termina la stagione al 9º posto con 83 punti. Nel 2011 viene confermato dal team Intermoto Czech che però cambia denominazione iscrivendosi come Step Racing, il compagno di squadra è Vladimir Ivanov. Ottiene un terzo posto a Donington e una vittoria a Brno.
Nel 2012 corre nella classe Moto2 del motomondiale, ingaggiato dal team Gresini Racing, correndo inizialmente con una Moriwaki MD600 per poi passare dal GP di Francia ad una Suter MMX; il compagno di squadra è Ratthapark Wilairot. Ottiene un secondo posto in Malesia e termina la stagione al 20º posto con 25 punti.
Nel 2013, rimasto senza ingaggio a poche gare dall'inizio del campionato, decide di correre ugualmente in Moto2 come wildcard con una FTR M213 grazie ad un team messo in piedi dal padre e chiamato Gino Rea Race, in occasione dei GP di: Francia, Olanda, Germania, Repubblica Ceca, Gran Bretagna, San Marino e Aragona. Nella stessa annata viene ingaggiato dal team Argiñano & Gines Racing per prendere il posto, a partire dal Gran Premio della Malesia, di Alberto Moncayo sulla Speed Up SF13. Rilascia il posto a Moncayo per il Gran Premio della Comunità Valenciana, in cui corre come wildcard a bordo di una FTR. Ha totalizzato 4 punti, con due quattordicesimi posti (Australia e Giappone).
Nel 2014 corre nel team AGT Rea Racing, alla guida di una Suter MMX2. Ottiene come miglior risultato un undicesimo posto in Olanda e termina la stagione al 27º posto con 7 punti. Nel 2015 torna nel mondiale Supersport in sella ad una Honda CBR600RR gestita dal team CIA Landlords Insurance Honda. Ottiene come miglior risultato un terzo posto nella gara inaugurale in Australia a Phillip Island. Chiude la stagione al sesto posto con 97 punti all'attivo.
Nel 2016 è ancora titolare nel mondiale Supersport, stavolta alla guida di una MV Agusta F3 675 gestita dal team GRT Racing. In questa stagione è costretto a saltare le ultime due prove del campionato a causa di un infortunio rimediato nelle prove del Gran Premio di Spagna a Jerez, il suo posto in squadra viene preso dall'italiano Lorenzo Zanetti. I punti ottenuti nelle dieci gare disputate, consentono a Rea di chiudere al settimo posto con 81 punti all'attivo.
Nel 2017 rimane nel mondiale Supersport ma cambia squadra, passa infatti al team Kawasaki Go Eleven che gli affida una Kawasaki ZX-6R. Il compagno di squadra in questa stagione è Kazuki Watanabe. Chiude la stagione al diciassettesimo posto con trentun punti ottenuti. Nel 2018 si trasferisce nel campionato Britannico Superbike In questa stagione inoltre, fa il suo esordio nel mondiale Superbike correndo come wild-card il Gran Premio di Gran Bretagna in sella una Suzuki GSX-R1000. Non ottiene punti validi per la classifica mondiale.

## Risultati in gara

### Campionato mondiale Supersport
| 2010 | Moto  |    |   |   |   |   |   |   |     |   |   |    |     |     |  | Punti | Pos. |
| ---- | ----- | -- | - | - | - | - | - | - | --- | - | - | -- | --- | --- |  | ----- | ---- |
| 2010 | Honda | 10 | 8 | 6 | 7 | 9 | 9 | 9 | Rit | 4 | 3 | SQ | Rit | Rit |  | 83    | 9º   |

| 2011 | Moto  |     |   |    |     |    |   |   |    |     |    |    |    |  |  | Punti | Pos. |
| ---- | ----- | --- | - | -- | --- | -- | - | - | -- | --- | -- | -- | -- |  |  | ----- | ---- |
| 2011 | Honda | Rit | 3 | 16 | Rit | 10 | 6 | 1 | 11 | Rit | 11 | 22 | 14 |  |  | 69    | 11º  |

| 2015 | Moto  |   |    |   |    |   |   |   |   |   |     |   |     |  |  | Punti | Pos. |
| ---- | ----- | - | -- | - | -- | - | - | - | - | - | --- | - | --- |  |  | ----- | ---- |
| 2015 | Honda | 3 | 10 | 4 | 14 | 7 | 8 | 4 | 4 | 8 | Rit | 7 | Rit |  |  | 97    | 6º   |

| 2016 | Moto      |   |   |     |   |     |   |   |   |     |     |     |     |  |  | Punti | Pos. |
| ---- | --------- | - | - | --- | - | --- | - | - | - | --- | --- | --- | --- |  |  | ----- | ---- |
| 2016 | MV Agusta | 7 | 9 | Rit | 2 | Rit | 3 | 4 | 3 | Rit | Rit | Inf | Inf |  |  | 81    | 7º   |

| 2017 | Moto     |    |    |     |    |    |    |   |     |    |     |   |   |  |  | Punti | Pos. |
| ---- | -------- | -- | -- | --- | -- | -- | -- | - | --- | -- | --- | - | - |  |  | ----- | ---- |
| 2017 | Kawasaki | NP | SQ | Rit | 17 | 15 | 12 | 6 | Rit | 14 | Rit | 9 | 9 |  |  | 31    | 17º  |

| Legenda | 1º posto        | 2º posto            | 3º posto           | A punti      | Senza punti        | Grassetto – Pole position Corsivo – Giro più veloce |
| Legenda | Gara non valida | Non qual./Non part. | Ritirato/Non class | Squalificato | '-' Dato non disp. | Grassetto – Pole position Corsivo – Giro più veloce |

### Motomondiale
| 2012 | Classe | Moto             |    |    |    |     |     |    |    |    |    |    |    |    |     |    |    |   |    |    | Punti | Pos. |
| ---- | ------ | ---------------- | -- | -- | -- | --- | --- | -- | -- | -- | -- | -- | -- | -- | --- | -- | -- | - | -- | -- | ----- | ---- |
| 2012 | Moto2  | Moriwaki e Suter | 26 | 15 | 28 | Rit | Rit | 24 | 21 | 17 | 19 | NE | 19 | 23 | Rit | 21 | 24 | 2 | 20 | 12 | 25    | 20º  |

| 2013 | Classe | Moto           |  |  |  |    |  |  |    |    |    |  |     |     |    |    |    |    |    |    | Punti | Pos. |
| ---- | ------ | -------------- |  |  |  | -- |  |  | -- | -- | -- |  | --- | --- | -- | -- | -- | -- | -- | -- | ----- | ---- |
| 2013 | Moto2  | FTR e Speed Up |  |  |  | NC |  |  | 24 | 23 | NE |  | Rit | Rit | 21 | 17 | 17 | 14 | 14 | 19 | 4     | 26º  |

| 2014 | Classe | Moto  |     |    |    |    |    |    |    |    |    |    |    |    |    |    |    |    |     |    | Punti | Pos. |
| ---- | ------ | ----- | --- | -- | -- | -- | -- | -- | -- | -- | -- | -- | -- | -- | -- | -- | -- | -- | --- | -- | ----- | ---- |
| 2014 | Moto2  | Suter | Rit | 24 | 30 | 26 | 19 | 21 | 22 | 11 | 25 | 25 | 26 | 20 | 22 | 17 | 14 | 21 | Rit | 24 | 7     | 27º  |

| Legenda | 1º posto        | 2º posto            | 3º posto            | A punti      | Senza punti        | Grassetto – Pole position Corsivo – Giro più veloce |
| Legenda | Gara non valida | Non qual./Non part. | Ritirato/Non class. | Squalificato | '-' Dato non disp. | Grassetto – Pole position Corsivo – Giro più veloce |

### Campionato mondiale Superbike
| 2018 | Moto   |  |  |  |  |  |  |  |  |  |  |    |    |  |  |  |  |  |  |  |  |  |  |  |  |  |  |  |  | Punti | Pos. |
| ---- | ------ |  |  |  |  |  |  |  |  |  |  | -- | -- |  |  |  |  |  |  |  |  |  |  |  |  |  |  |  |  | ----- | ---- |
| 2018 | Suzuki |  |  |  |  |  |  |  |  |  |  | 23 | 19 |  |  |  |  |  |  |  |  |  |  |  |  |  |  |  |  | 0     |      |

| Legenda | 1º posto        | 2º posto            | 3º posto           | A punti      | Senza punti        | Grassetto – Pole position Corsivo – Giro più veloce |
| Legenda | Gara non valida | Non qual./Non part. | Ritirato/Non class | Squalificato | '-' Dato non disp. | Grassetto – Pole position Corsivo – Giro più veloce |